# Приковци
Приковци (мкд. Приковци) су насеље у Северној Македонији, у северном делу државе. Приковци су у оквиру општине Кратово.

## Географија
Приковци су смештени у северном делу Северне Македоније. Од најближег града, Куманова, село је удаљено 65 km источно. Приковци се налази у јужном делу општине Кратово, на путу Кратово - Шлегово - Пробиштип. Од Кратова, село је удаљено 6 km у правцу југозапада..
Налази се у подножју, на западним падинама планине Плавица. На истоку је пространа висораван на којој се налазе поља, ливаде и виногради, а на малом брду се налази крст и фудбалско играчиште. Mесна клима је планинска због знатне надморске висине. Приковце је брдско село које се налази на 800 метара надморске висине.

Куће се налазе на обе стране регионалног пута. На брду изнад села се налази извор, чија се вода за пиће спроводи кроз водовод који је изграђен пре двадесет година. Село Приковци се налази у историјској области Осогово. Атар села се простире на површини од 6,2 km², од којих шуме заузимају површину од 263 хектара, обрадиво земљиште 204 ха, а пашњаци 104 ха.

## Становништво
Приковци су према последњем попису из 2002. године имало 114 становника. Од тога огромну већину чине етнички Македонци.
Претежна вероисповест месног становништва је православље.